# Nils Johansson (teolog)
Nils Johansson, född 10 september 1900 i Blentarps församling, Malmöhus län, död 31 oktober 1985 i Vadstena församling, Östergötlands län, var en svensk präst och teolog. 

## Biografi
Nils Johansson var son till hemmansägaren Johan Jönsson och Bengta Kristensson. Efter gymnasiestudier i Lund så blev han student vid Lunds universitet 1920, filosofie kandidat 1922, teologie kandidat 1925, teologie licentiat 1939. Han disputerade 1941 med en exegetisk avhandling. Johansson prästvigdes 13 december 1925 för Lunds stift. Den 1 januari 1926 utnämndes han till lasarettspredikant i Lund, 1927 till komminister i Färingtofta församling (tillträdde 1928) och 1931 till kyrkoherde i Borrby församling (tillträdde 1932). Han blev 1935 kontraktsprost i Albo och Järrestads kontrakt.
Mellan 1942 och 1948 var han docent i exegetik vid Lunds universitet och direktor vid praktiska seminariet i Lund och lärare i kyrkorätt. Han utnämndes 1953 till domprost och kyrkoherde i Linköpings domkyrkoförsamling, en tjänst han hade till pensioneringen 1 oktober 1965.

## Skrifter
- Parakletoi : Vorstellungen von Fürsprechern für die Menschen vor Gott in der alttestamentlichen Religion, im Spätjudentum und Urchristentum. 1940. Libris 864815
- Det urkristna nattvardsfirandet : dess religionshistoriska bakgrund, dess ursprung och innebörd. 1944. Libris 832510
- Bibelns värld och vår. 1949. Libris 832025
- Women and the church's ministry : an exegetical study of I Corinthians 11-14. 1973. Libris 589076
- På den andra stranden : sju bibelmeditationer. 1975. Libris 131205

Postumt utgivna
- 1. Korintierbrevet 11-14 och prästvigning av kvinnor. 1989. Libris 845482
- ”Ämbetsdebatten vid kyrkomötet 1958 : några minnen I”. Svensk pastoraltidskrift 2001(43):  sid. 89-94. 2001. ISSN 0039-6699. Libris 3291115 (Kan läsas i sin helhet här: Kyrklig dokumentation Brogren Kalin)